# Sunny Corner (Nouvelle-Galles du Sud)
Sunny Corner est un petit village dans le centre-ouest de la Nouvelle-Galles du Sud, en Australie et ancienne région minière située entre Lithgow et Bathurst juste au nord de la Great Western Highway (Route 32). Au recensement de 2006, Sunny Corner avait une population de 626 personnes.
Le canton a été initialement appelé Mitchell ou ruisseau Mitchell, mais la communauté locale toujours appelé la zone Sunny Corner et le nom continue en cours d'utilisation.
Les habitants de la région plus tard appelé Sunny Corner étaient des Autochtones, probablement de la tribu Wiradjuri ou de la nation. Bien que les enregistrements de temps écrit de la région ont été créés il n'y avait pas de personnes autochtones qui y vivent, Powys note des preuves archéologiques de leur profession sous la forme de haches de pierre.
La ville de Sunny Corner a grandi après la découverte de gîtes d'argent dans la région en 1884. Cela a incité un «rush» dans la région, qui avait auparavant pas été réglé, et une ville a grandi sur les terres de la Couronne adjacentes aux baux miniers.
Le village de Sunny Corner a été officiellement publié dans la Gazette, le 2 octobre 1885 (comme R no 122). La gazette a également révoqué les réserves temporaires vraisemblablement classées pour couvrir la course à Sunny Corner. Immédiatement au nord-ouest d'une réserve de loisirs a été publié dans la Gazette, et une réserve de camping était situé sur la frontière sud de la ville.
En janvier 1886 un correspondant anonyme du Sydney Morning Herald décrit Sunny Corner comme ayant un "quoi que ce soit 1600 à 3000» de la population.
Plus tard, le 3 septembre 1887, le village a été classé comme une ville.
Le plan d'enquête 1885 montre un certain nombre de bâtiments et les caractéristiques in situ au moment de l'enquête et enregistre la nature du canton, à ce moment ainsi. Comme beaucoup d'établissements de la classe ouvrière de l'époque Sunny Corner avait une école des arts.

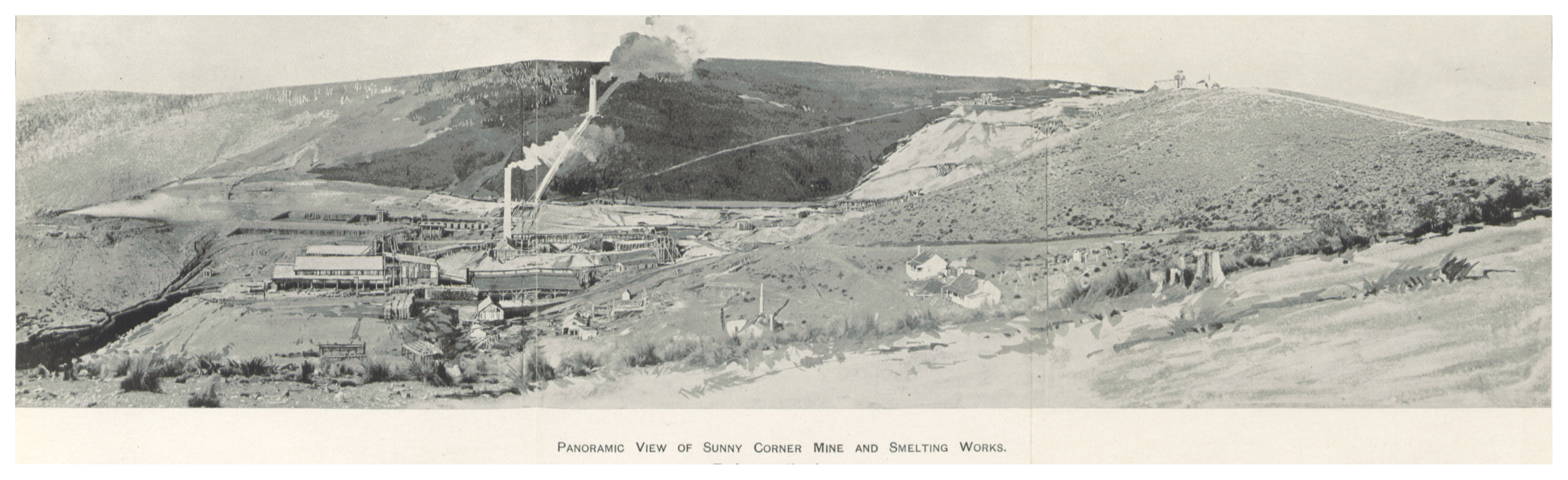
Sunny Corner Smelter Works 1899
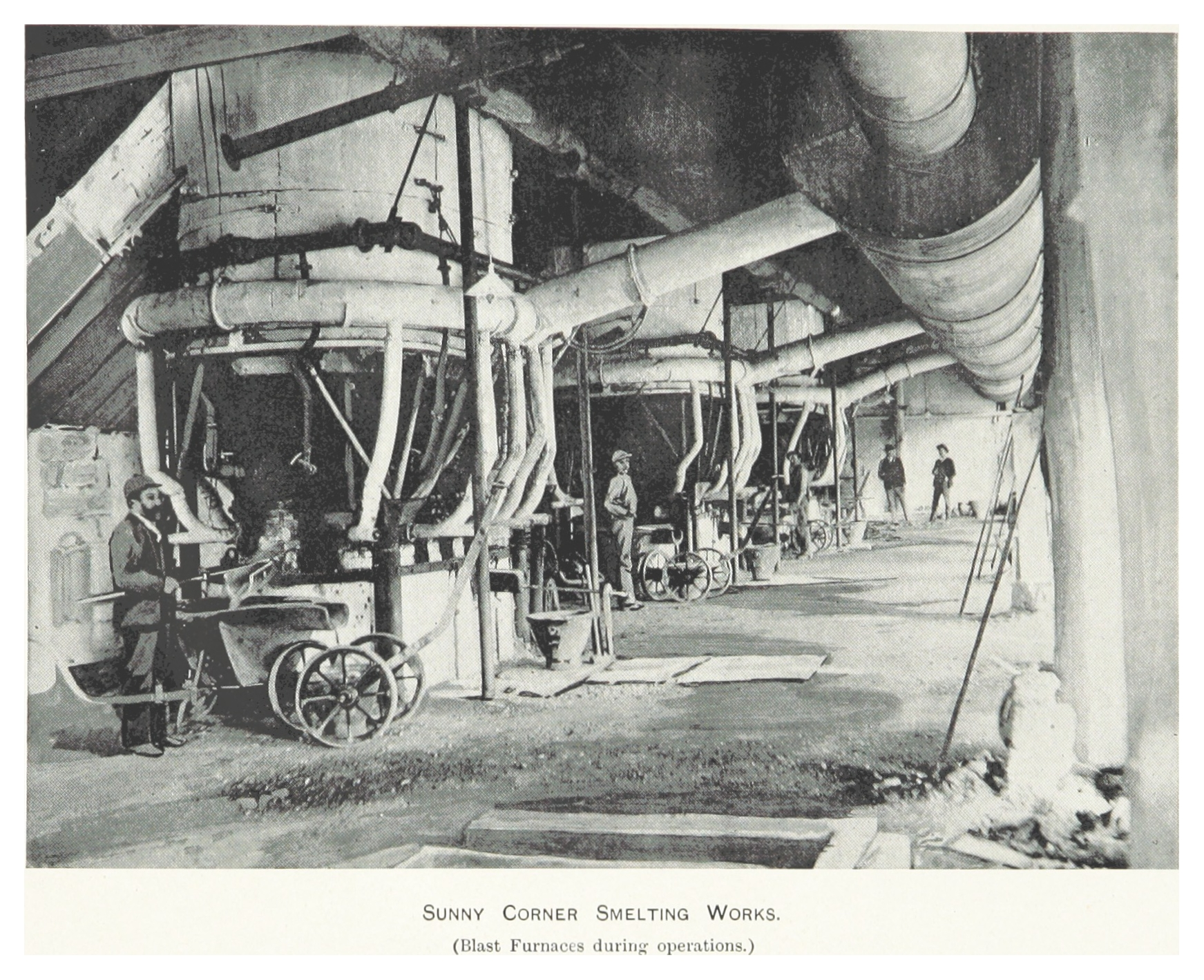
Sunny Corner Smelter Works 1899
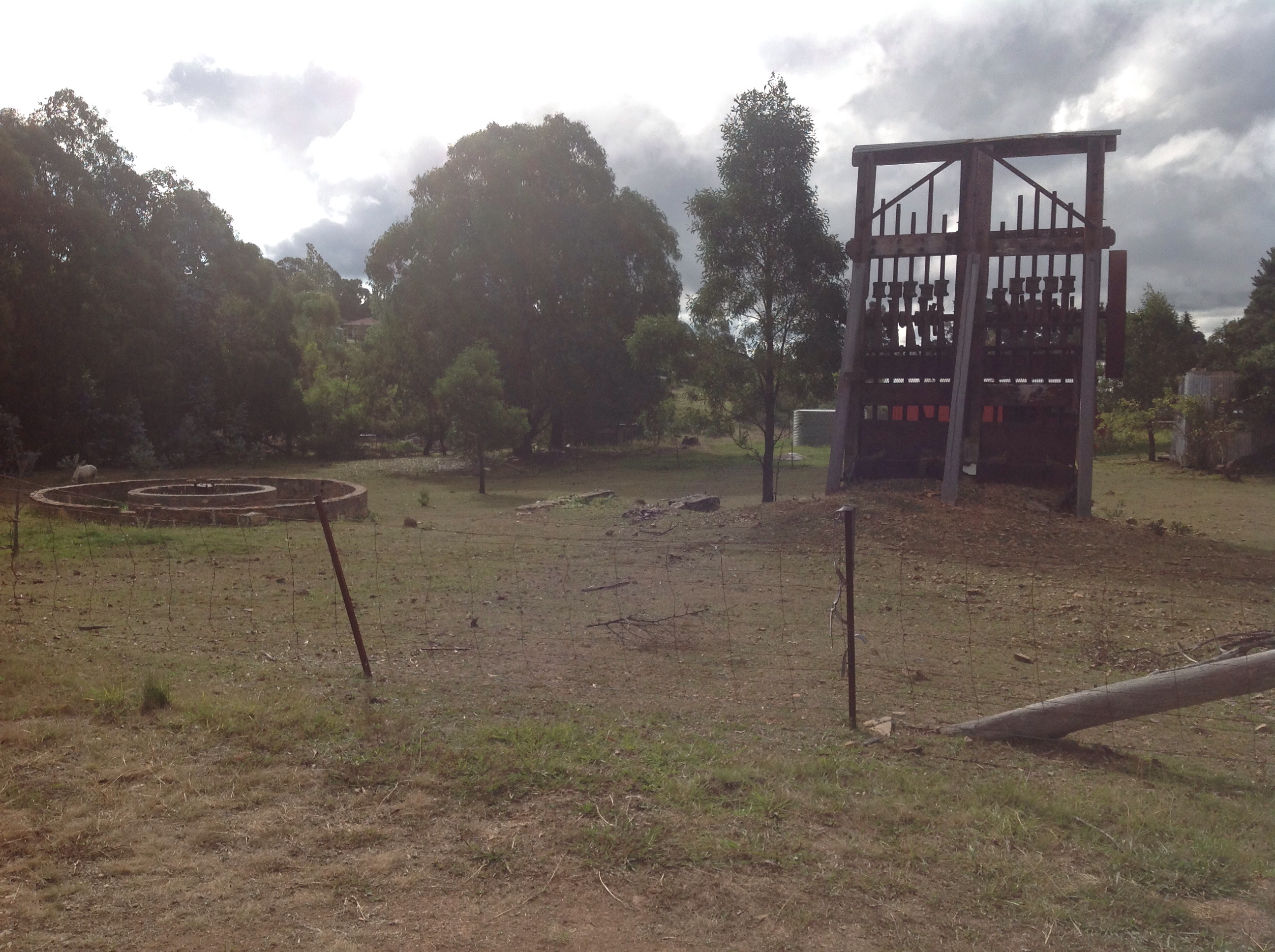
Sunny Corner, Argent battery

Argent, or, zinc et antimoine ont été extraits entre 1875 à 1922, au cours de laquelle plus de 100 tonnes d'argent étaient

## Référence
1. ↑  Cenus 2006, Bureau australien des statistiques.
2. ↑  Powys, Vicki 1989 Sunny Corner: A Silver Town of the 1880's, (Crawford House Press, Bathurst), p107
3. ↑  Powys, Vicki 1989 Sunny Corner: A Silver Town of the 1880's, (Crawford House Press, Bathurst), p182-183.
4. ↑  Sydney Morning Herald, 8 Jan 1886 p.3
5. ↑  Village de Sunny Corner, Paroisse Castleton, County Roxburgh, Land District de Bathurst, c1885.
6. ↑  [http://www.ourcommunity.com.au/directories/listing?id=11615  Sunny Corner, école des arts.